# Malîi Zliiv, Ripkî
Malîi Zliiv (în ucraineană Малий Зліїв) este un sat în comuna Velîkîi Zliiv din raionul Ripkî, regiunea Cernihiv, Ucraina.

## Demografie
Componența lingvistică a localității Malîi Zliiv
     Ucraineană (94,03%)
     Rusă (5,22%)
     Alte limbi (0,75%)
Conform recensământului din 2001, majoritatea populației localității Malîi Zliiv era vorbitoare de ucraineană (94,03%), existând în minoritate și vorbitori de rusă (5,22%).